# Elia Transmission Belgium
Elia Transmission Belgium — бельгійський оператор системи передачі електроенергії високої напруги (30 000—380 000 вольт), розташований у Брюсселі, Бельгія. Компанія працює в Бельгії та Німеччині. Компанія передає електроенергію від генераторів до операторів розподільчих систем, які потім постачають її малим і середнім підприємствам та домогосподарствам. Elia також має контракти з великими промисловими користувачами, які безпосередньо підключаються до її високовольтної мережі.
Основні види діяльності Elia включають управління мережевою інфраструктурою (обслуговування та розвиток високовольтних установок), управління електричною системою (моніторинг потоків, підтримання балансу між споживанням та виробництвом електроенергії в режимі 24/7, імпорт та експорт до та з сусідніх країн) та сприяння ринку (розробка послуг та механізмів з метою розвитку ринку електроенергії на національному та європейському рівнях). Elia Group також пропонує консалтингові та інжинірингові послуги через дочірню компанію Elia Grid International (EGI), засновану в 2014 році.

## Діяльність
Elia володіє всією бельгійською мережевою інфраструктурою напругою від 150 до 380 кВ і майже 94 % мережевої інфраструктури напругою від 30 до 70 кВ. Окрім бельгійського ринку, Elia працює також у Німеччині через свою дочірню компанію 50Hertz Transmission GmbH. Компанія вивчала проекти з'єднання з Великобританією (проект Nemo), Люксембургом та Німеччиною. У 2019 р була створена 1000 МВт високовольтна лінія постійного струму Nemo Link між Бельгією та Великобританією.
Elia володіла 60 % акцій енергетичної біржі Belpex. Коли діяльність Belpex була інтегрована з енергетичною біржею APX-ENDEX, Elia отримала 20 % акцій APX-ENDEX.
Elia є учасником міжрегіонального спільного підприємства з торгівлі електроенергією European Market Coupling Company.

## Власність
Акції Elia котируються на біржі Euronext Brussels; 44,79 % акцій належить Publi-T SCRL, кооперативній компанії, що представляє бельгійські муніципалітети та міжмуніципальні компанії, 9,30 % — Katoen Natie, 4,25 % — Interfin, 3,32 % — Publipart, холдинговій компанії EDF Luminus, 0,97 % — Belfius Insurance, решта (37,37 %) знаходиться у вільному обігу (2024).